# Mimomyia solomonis
Mimomyia solomonis är en tvåvingeart som först beskrevs av John Nicholas Belkin 1962.  Mimomyia solomonis ingår i släktet Mimomyia och familjen stickmyggor. Inga underarter finns listade i Catalogue of Life.